# Végétal hétérotrophe
L'hétérotrophie est rare dans le règne végétal, alors qu'elle est courante dans le règne animal. Certains végétaux ont évolué pourtant avec différentes adaptations nutritives inhabituelles au cours du temps. Les végétaux hétérotrophes sont des végétaux qui utilisent uniquement ou en partie une source de carbone organique pour se développer (sous forme d’association, hôte ou capture). Contrairement aux végétaux autotrophes, les plus communs, qui utilisent le carbone inorganique et l'eau pour se développer, souvent par le processus de photosynthèse (photoautotrophes). Les végétaux hétérotrophes prélèvent leurs nutriments soit par symbiose, soit par parasitisme, soit par prédation.

## Les champignons symbiotiques (Les champignons ne sont pas des végétaux)
La symbiose est l'association de deux organismes qui bénéficient mutuellement de leur vie commune. Les végétaux symbiotiques sont impliqués dans une relation symbiotique avec un autre organisme. 

### Les mycorhizes

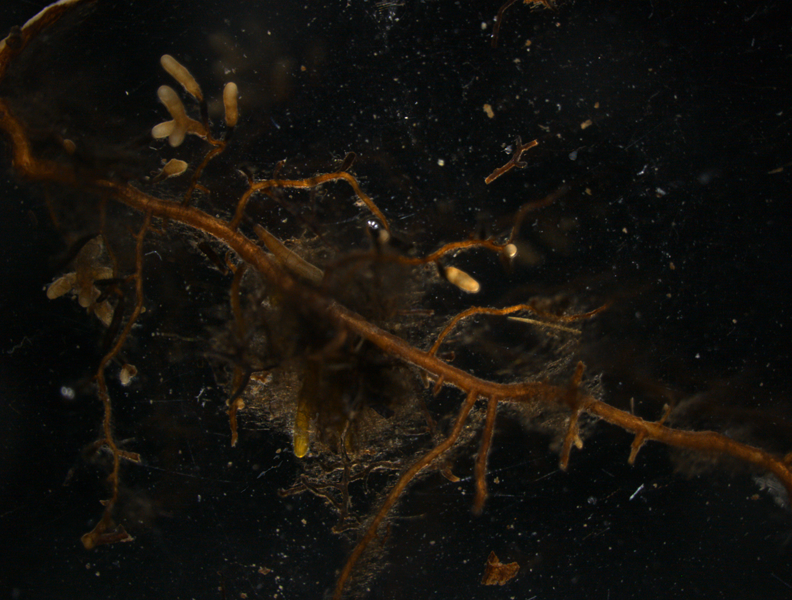
Mycorhizes sur une radicelle.

Les mycorhizes sont formées par l'association des racines d'une plante et des hyphes d'un champignon. Le champignon bénéficie de la matière organique qui circule dans les racines de la plante, tandis que la plante bénéficie d'une plus grande surface de contact au sol, et donc d'un meilleur accès à l'eau et aux nutriments.

### Les lichens
Les lichens sont formés par l'association d'un champignon et d'une algue. L’algue chlorophyllienne produit la matière organique nécessaire aux deux organismes grâce à la photosynthèse, tandis que le champignon fournit l’eau et les éléments minéraux aux deux partenaires.

## Les végétaux parasites
Le parasitisme chez les végétaux est une relation biologique chez laquelle un des protagonistes (la plante parasite) tire profit en se nourrissant aux dépens de l’hôte (la plante parasitée). Les végétaux parasites absorbent des glucides et des minéraux d’autres plantes afin d'assurer leur survie.

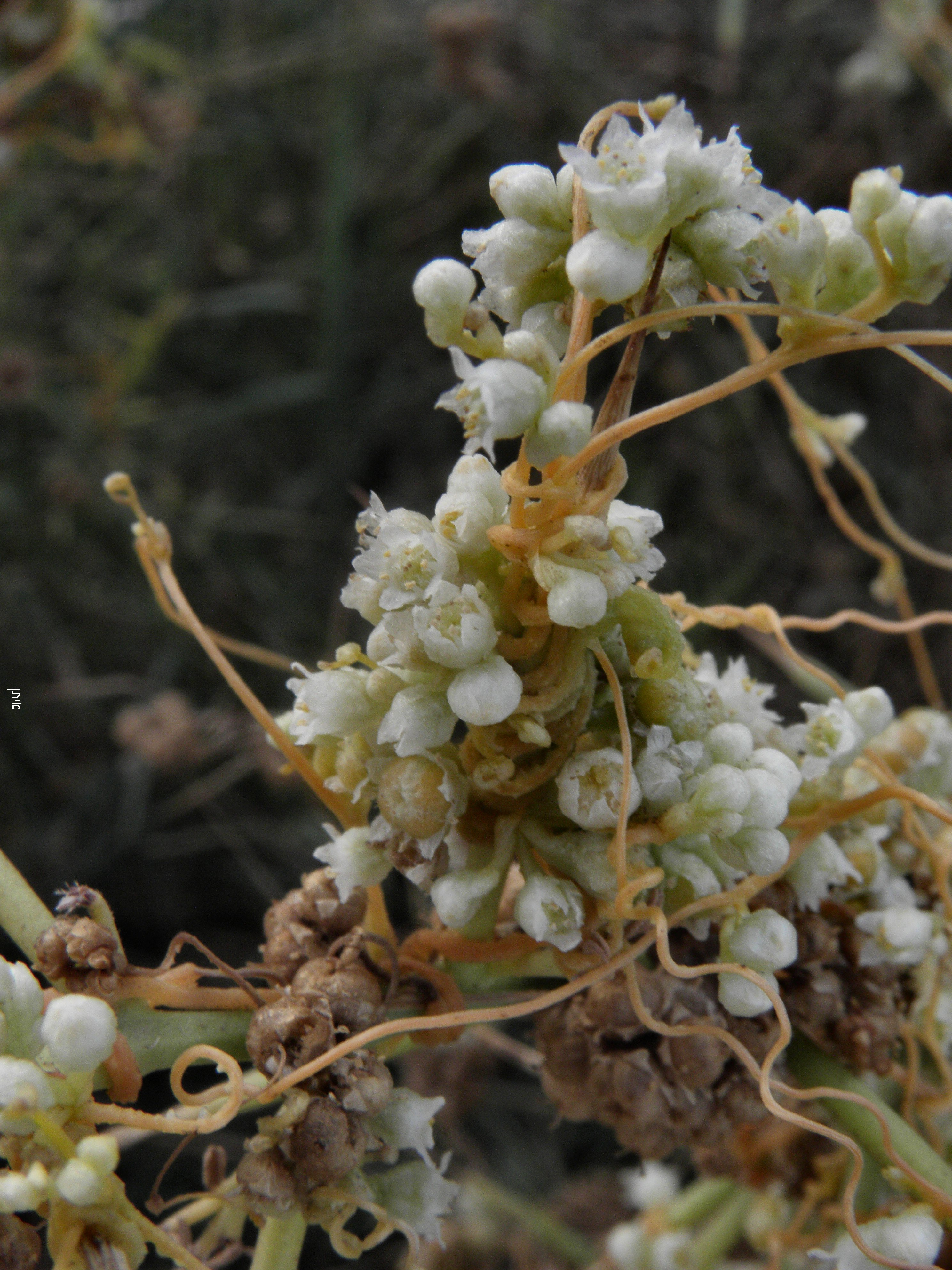
Tiges et fleurs de cuscute champêtre enroulées autour d'une autre plante.

La cuscute (genre Cuscuta) est un exemple de plante parasite non photosynthétique, qui dépend entièrement d’autres plantes pour se nourrir. Comme la plupart des plantes parasites, la cuscute n’a pas de véritables racines. Elle a plutôt un suçoir, l'haustorium, ressemblant à des racines, qui permet de se fixer sur l’hôte et de pénétrer dans ses tissus pour y extraire des nutriments. La cuscute peut ainsi absorber la sève élaborée contenue dans le phloème de la plante hôte.
Le monotrope uniflore (Monotropa uniflora) est également une plante parasite non photosynthétique, qui parasite, non pas directement une plante, mais plutôt des mycorhizes qui lient un champignon et une plante photosynthétique. Cette herbacée absorbe les éléments nutritifs qui circulent dans les hyphes du champignon allant vers les racines de la plante photosynthétique hôte. Sa couleur blanche s'explique par le fait qu'elle ne possède pas de chlorophylle, puisqu'elle n'effectue pas de photosynthèse pour se nourrir.

## Les végétaux semi-parasites
Les végétaux semi-parasites sont des végétaux chlorophylliens, qui effectuent la photosynthèse pour fabriquer leur nourriture. Mais ils sont dépourvus de racines, et doivent donc puiser l'eau et les sels minéraux chez une autre plante hôte, en absorbant sa sève brute. Après avoir pompé la sève brute de la plante hôte, la plante semi-parasite peut ensuite compléter son processus de photosynthèse avec les molécules d'eau et les minéraux qu'elle a retirés. Elle utilise cette matière première pour fabriquer sa propre nourriture par photosynthèse. 

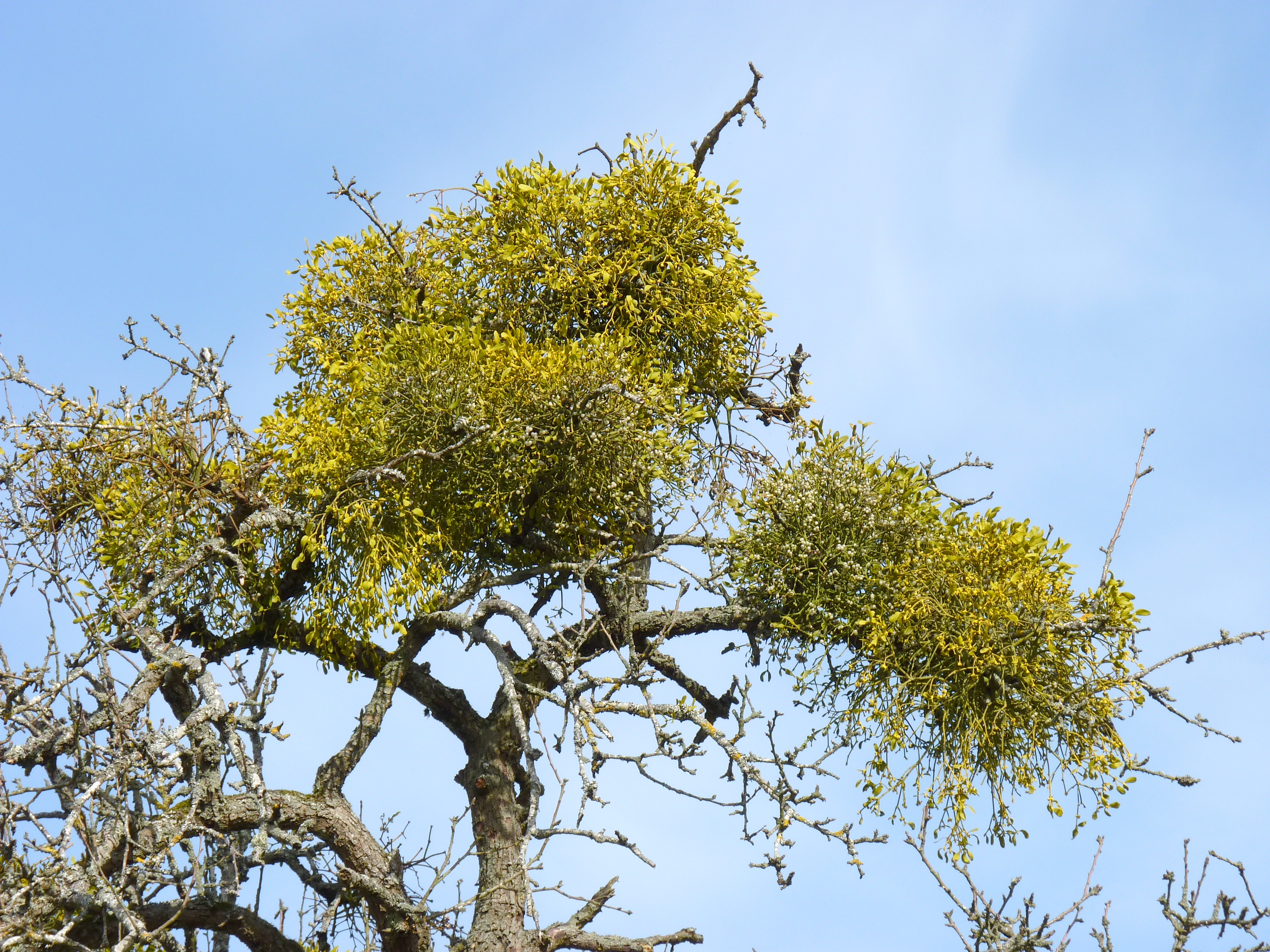
Touffes de gui sur un arbre fruitier.

Le gui (genre Viscum) est un exemple de plante parasite photosynthétique qui parasite des arbres pour en retirer l'eau et les sels minéraux nécessaires à son propre processus de photosynthèse. Le gui infiltre ses suçoirs jusqu'aux vaisseaux du xylème de son hôte pour en extraire la sève brute. Il pousse en touffes, notamment sur les branches d'arbres tels que les pommiers, les peupliers, les aubépines, les poiriers, les sapins, etc.,,,

## Les plantes carnivores
Les plantes carnivores font de la photosynthèse, mais obtiennent également une partie de l’azote et des minéraux dont elles ont besoin en capturant et en digérant des proies (généralement des insectes) à l’aide de glandes qui sécrètent des enzymes digestives. Ce mode de nutrition est donc un complément à leur alimentation, puisque ces plantes peuvent aussi fabriquer leur nourriture par photosynthèse. Les plantes carnivores sont adaptées aux milieux ayant des sols acides et pauvres en azote et autres minéraux, comme les tourbières. Puisque l’acidité inhibe le développement de bactéries et la décomposition de la matière organique, ces plantes carnivores ont su développer des adaptations pour remédier à la rareté d’azote et d’autres minéraux, et pour pouvoir aller chercher les éléments dont elles ont besoin ailleurs que dans le sol, soit chez des animaux,. Les plantes carnivores utilisent diverses stratégies pour capturer leurs proies grâce à différents types de pièges résultant de modifications des feuilles. 

### Piège par aspiration
Certaines plantes carnivores capturent leurs proies par aspiration, comme les plantes utriculaires (genre Utricularia) par exemple. Leurs feuilles ont une forme d'outre, appelées utricule. Lorsqu'un insecte effleure un utricule, celui-ci s'ouvre brusquement et se remplit d'air ou d'eau, aspirant l'insecte au passage. L'utricule se referme et se contracte alors sur la proie pour ensuite la digérer au moyen d'enzymes sécrétées par des glandes,.

### Piège à mucilage
Les droséras (genre Drosera) sont des exemples de plantes carnivores dont les feuilles modifiées sont munies de poils qui se terminent en gouttelettes colorées de mucilage, une substance collante. L'insecte, qui est semble-t-il attiré par les gouttelettes colorées rappelant le nectar, se pose sur la feuille et y reste collé. La feuille se referme ensuite sur la proie. Le mucilage a pour fonction d'engluer, retenir la proie, et produire des enzymes permettant sa digestion pour pouvoir absorber les matières nutritives provenant de sa décomposition,,,. 

### Piège à charnière
La dionée (Dionaea) est un exemple de plante carnivore très commune, qui possède des feuilles modifiées en pièges à insectes. Ces feuilles modifiées possèdent deux lobes qui se referment comme une mâchoire sur les proies. Les dents situées sur la bordure des lobes limitent les possibilités de fuite de la proie. Lorsqu'une proie vient toucher les poils sensitifs situés à l'intérieur de la feuille, le piège est déclenché et se referme rapidement. Ce mouvement de fermeture est effectué par un phénomène d'osmose électrique.

### Piège à urne

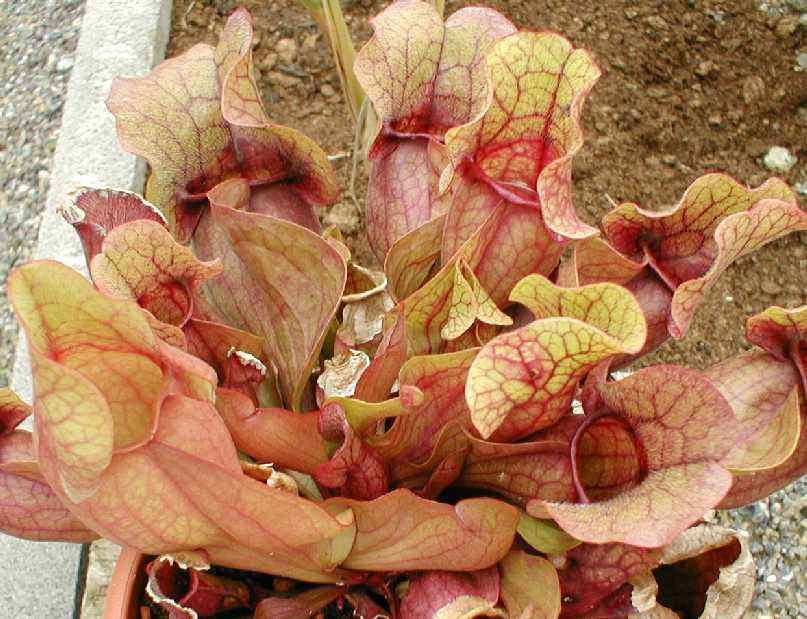
Feuilles de Sarracenia purpurea..

Les plantes carnivores des genres Nepenthes et Sarracenia possèdent des feuilles en forme d'urne ou de vase dont l'extrémité est colorée et qui se remplissent d'eau de pluie. La proie est attirée par le bord des urnes, enduit d'un nectar sucré qui provoque sa glissade au fond de l'urne. La proie se noie ensuite dans le mélange d'eau de pluie et d'enzymes digestives. Une fois à l'intérieur de l'urne, la proie ne peut plus en sortir grâce à la présence de poils pointant vers le fond qui tapissent l'intérieur de l'urne. Ces poils agissent comme une valve qui empêche l'insecte de faire demi-tour et l'oblige à s'enfoncer dans l'urne,,.